# Gemerské Dechtáre
Gemerské Dechtáre (maďarsky Détér) jsou obec v historickém regionu Gemer v pohoří Cerová vrchovina na Slovensku v okrese Rimavská Sobota s obyvatelstvem dominantně maďarské národnosti. Žije zde 411 obyvatel.
Stavební dominantou obce je jednolodní římskokatolická neoklasicistní kaple svatého Štěpána (resp. kostelík, původně zasvěcený Panně Marii Sedmibolestné z roku 1880) na návrší s přilehlým hřbitovem.
V obci se nachází základní škola a mateřská škola s maďarským vyučovacím jazykem, knihovna a hasičský sbor. Na území obce je přírodní rezervace Steblová skala.

## Historie
První písemná zmínka pochází z roku 1244. Do roku 1918 bylo území obce součástí Uherska. Na základě první vídeňské arbitráže bylo území obce v letech 1938 až 1945 součástí Maďarska. V roce 1920 byla obec vedena pod názvem Detiar, v letech 1927 až 1948 pak byla vedena pod názvem Détér.